# Chiasmognathus taprobanicola
Chiasmognathus taprobanicola är en biart som beskrevs av Engel 2008. Chiasmognathus taprobanicola ingår i släktet Chiasmognathus och familjen långtungebin. Inga underarter finns listade i Catalogue of Life.